# Chansons originales inédites des Beatles
Cette page énumère les chansons originales inédites des Beatles, écrites par un ou plusieurs de ses membres et qui n'ont pas été enregistrées ou publiées officiellement par le groupe, de leur début à leur séparation. Des bootlegs ou des démo existent de certains titres, quelques-uns sortis dans des albums posthumes du groupe, et d'autres ont été finalisés et sortis par les membres en solo. Paul McCartney est l'auteur principal de la plupart des titres; John Lennon ou George Harrison sont identifiés dans le cas contraire.

## Historique
Julia Lennon enseigne les rudiments du banjo à son garçon John, qui, depuis quelques années déjà, joue de l'harmonica. Jim McCartney, un pianiste amateur qui a déjà été leader d'un ensemble de jazz, initie rapidement à la musique le jeune Paul, encore enfant. Adolescents, chacun de leur côté, John Lennon et Paul McCartney rêvent de devenir musiciens, s'initient à la guitare et tentent d'écrire des chansons. Lorsqu'ils s'associeront et que les Beatles commencent à se produire sur scène à Liverpool et plus tard à Hambourg, le groupe n'interprètera que rarement leurs compositions originales. À l'arrivée de Brian Epstein, leur nouveau manager, qui espère lancer les Beatles afin qu'ils deviennent « plus grand qu'Elvis », le groupe prend de l'assurance et se permet de jouer ses propres chansons et d'en écrire de nouvelles. Le duo Lennon/McCartney est né. George Harrison tardera à écrire des chansons.
Certaines de ces premières chansons ont été balayées du revers de la main par leurs auteurs (telles Just Fun ou Too Bad About Sorrows) tandis que d'autres sont offertes à d'autres artistes, souvent de l'« écurie » d'Epstein (A World Without Love (en), Like Dreamers Do). Des titres seront écrits durant la crête de la Beatlemania, parfois expressément pour d'autres (It's for You (en), Woman (en)). 
À partir du moment où le groupe cesse de jouer en public...

## Liste des chansons
Voici la liste des chansons qui ont été écrites par les membres des Beatles et qui n'ont pas été publiées durant la carrière active du groupe. Certaines, notées du symbole ‡, seront par contre incluses dans des albums posthumes. Les chansons notées d'un astérisque, ont été interprétées et publiées par d'autres artistes et compilées en 1979 dans l'album The Songs Lennon and McCartney Gave Away.

### De 1956 à 1962
- I Lost My Little Girl (en)[9] - La toute première composition de Paul a été interprétée lors des séances de l’album Let It Be et entendue lors du générique final de la réédition de 2024 du film homonyme. Il la finalisera pour son album live Unplugged (The Official Bootleg) en 1991.
- ‡Hello Little Girl[9] - Enregistrée lors de l'audition du groupe chez Decca et reprise par The Fourmost.
- Too Bad About Sorrows[10] -
- Just Fun[10] - Interprétée par Paul McCartney et brièvement entendue dans le film Let It Be.
- ‡In Spite of All the Danger[11]
- ‡You'll Be Mine[12]
- ‡Cayenne[12]
- Hot as Sun[12]
- Looking Glass[12]
- Winston's Walk[12]
- *Catswalk - Enregistré en démo par le groupe en 1962 et repris, sous le nom Cat Call, par le Chris Barber's Jazz Band en 1967.
- ‡*I'm in Love (en) - The Fourmost
- Thinking of Linking (en) - Interprétée par le groupe lors des séances de l’album Let It Be.
- *Love of the Loved[13] - Enregistrée lors de l'audition du groupe chez Decca et reprise par Cilla Black.
- ‡*Like Dreamers Do[12] - Enregistrée lors de l'audition du groupe chez Decca et reprise par  The Applejacks *
- *One and One Is Two - The Strangers with Mike Shannon.
- *I'll Keep You Satisfied (en) - Billy J. Kramer and the Dakotas.
- *Tip of My Tongue (en) - Tommy Quickly.
- Tell Me Who He Is - jamais enregistrée; les paroles sont publiées exclusivement en 2021 dans le livre The Lyrics: 1956 to the Present (en).
- *A World Without Love (en)[12] - Offerte par Paul à Peter and Gordon et atteint le sommet des palmarès des deux côtés de l'Atlantique.
- ‡Cry for a Shadow[14] - Enregistrée à Hambourg et sortie en single et sur l'album de Polydor The Beatles' First en 1964. Elle est ultimement incluse sur Anthology 1.
- ‡Because I Know You Love Me So - Interprétée par le groupe lors des séances de l’album Let It Be et entendue dans le disque bonus Fly on the Wall.
- ‡Fancy My Chances with You[15] - Interprétée par le groupe lors des séances de l’album Let It Be et entendue dans le disque bonus Fly on the Wall

### De 1963 à 1969
- ‡You Know What to Do
- ‡If You've Got Trouble
- ‡*That Means a Lot
- ‡12-Bar Original
- *It's for You (en) - Cilla Black
- *From a Window (en) - Billy J. Kramer and the Dakotas.
- ‡* I'll Be on My Way - Interprétée par le groupe dans les studios de la BBC et reprise par Billy J. Kramer and the Dakotas.
- ‡*Bad to Me (en) - Lennon Billy J. Kramer and the Dakotas.
- *Nobody I Know (en) - Peter and Gordon.
- *Woman (en) - Peter and Gordon
- *I Don't Want to See You Again (en) - Peter and Gordon

- Carnival of Light - Titre expérimental enregistré par le groupe durant les séances de l'album Sgt. Pepper's Lonely Hearts Club Band.
- Shirley's Wild Accordion[16]
- Jesse's Dream (à confirmer)
- *Penina (Paul McCartney) - Carlos Mendes

#### Séances de l'«Album blanc»
- ‡Sour Milk Sea (en)  - Écrite par George et offerte à Jackie Lomax.
- ‡Circles - George achèvera sa composition en 1982 pour son album Gone Troppo.
- ‡Junk - Paul achèvera sa composition en 1970 pour son album homonyme.
- ‡Child of Nature  - Le texte de cette ébauche de John évoluera quelques mois plus tard pour devenir On the Road to Marrakech. Elle sera achevée en 1971 pour son album Imagine sous le titre Jealous Guy.
- Etcetera
- ‡What's the New Mary Jane
- ‡A Beginning
- ‡Not Guilty
- ‡Step Inside Love / Los Paranoias

#### Séances de l’albumLet It Be
- The Palace of the King of the Birds - Enregistrée à deux reprises et ultimement utilisée dans le générique du documentaire The Beatles: Get Back[17].
- Watching Rainbows (en) - Écrite par John[17].
- Suzy Parker[n 1] - Interprétée par le groupe et vue dans le film Let It Be et le documentaire The Beatles: Get Back.
- Taking a Trip to Carolina (Richard Starkey) - Interprétée par Ringo Starr lors des séances de l’album Let It Be, entendue dans le disque bonus Fly on the Wall et vue dans The Beatles: Get Back.
- Window, Window - Écrite par George.

### Sources
- (en) Mark Lewisohn, The Beatles : All These Years, Volume 1 – Tune In, New York, Harmony Books, 2013, 944 p. (ISBN 978-1-4000-8305-3).